# Rakoncátlan szív
A Rakoncátlan szív (eredeti cím: Untamed Heart) 1993-ban bemutatott amerikai romantikus filmdráma, melyet Tom Sierchio forgatókönyvéből Tony Bill rendezett. A főszerepben Christian Slater és Marisa Tomei látható. Az eredeti zenét Cliff Eidelman szerezte, és a Nature Boy klasszikus feldolgozását tartalmazza. A film nyitójelenetében Suzanne Vega 1987-es "Tom's Diner" című dalának újrakevert változata szerepel.
A film 1993. február 12-én jelent meg.

## Cselekmény
Caroline fiatal nő, Minneapolisban él. Szépségfejlesztő iskolába jár, és részmunkaidőben pincérnő egy étteremben. A legjobb barátnőjével, Cindyvel és Adammel, a pincérfiúval és mosogatóval dolgozik együtt, ez utóbbi nagyon magának való. Egyik este a munkahelyen, miután Caroline legújabb barátja szakít vele, Cindyvel azon kapják magukat, hogy Adamről beszélgetnek. Cindy bevallja, hogy szerinte Adam „egész aranyos”, és hozzáteszi: „Én lefeküdnék vele, ha nem lenne olyan buta”.
Egyik este a munkából hazafelé sétálva Caroline-t két férfi támadja meg, akik megpróbálják megerőszakolni, de Adam megjelenik, és elkergeti őket. Caroline nem tudta, hogy Adam minden este követte őt a távolból, hogy biztonságban hazaérjen. Másnap este a munkahelyén Caroline megköszöni Adamnek, hogy a segítségére sietett, és a férfi csendben elkezd megnyílni neki önmagáról, ami közelebb hozza őket egymáshoz. Caroline később bevallja Cindynek, hogy majdnem megerőszakolták, és Adam megmentette az életét, ezért most Adam iránt érdeklődik, amit Cindy támogat.
A dolgok kezdenek felfelé ívelni Caroline számára, ahogy ő és Adam egy párrá válnak: Caroline vesz egy használt autót, Adam pedig kezdi leküzdeni félénkségét. Egy éjszaka ugyanaz a két férfi, aki megpróbálta megerőszakolni Caroline-t, megtámadja és leszúrja Adamet az étkezde előtt. Adamet kórházba viszik, Caroline pedig később a rendőrségi szembesítésen azonosítja az elkövetőket. Miközben Adam lábadozik, Caroline megtudja, hogy a férfi szívhibás, és transzplantáció nélkül meg fog halni. Adam, aki azt állítja, hogy páviánszívvel rendelkezik (amit egy apáca mondott neki szeretettel az árvaházban, ahol felnőtt), nem hajlandó meghallgatni, és azt állítja, hogy attól fél, hogy már nem lesz ugyanaz az ember, ha transzplantációt kap. Caroline megpróbálja megnyugtatni Adamet, hogy a szeretet az ember elméjéből és lelkéből fakad, de mélyen meghatódik, amikor Adam megkérdezi, miért fáj annyira „itt” (a saját szívére mutatva), ha valakinek összetörik a szíve.
A születésnapján Caroline meglátogatja Adamet a kis lakásában, és azzal lepi meg, hogy elviszi egy Minnesota North Stars hokimeccsre, de Adam virággal és egy ajándékkal lepi meg, amit a lánynak hagyott, hogy csak azután bontsa ki, ha visszatértek. A meccsen Adam elkap egy eltévedt hokikorongot, és hazafelé menet Adam elalszik Caroline mellett, de amikor a házához érnek, a lány megdöbbenve tapasztalja, hogy a férfi szíve feladta a küzdelmet, és álmában meghalt.
Adam temetése után Caroline elmegy a férfi lakására, és kinyitja a neki szánt ajándékát: egy doboznyi lemezalbumot, benne egy kézzel írt üzenettel, amelyben szerelmet vall neki.

## Szereplők
| Színész            | Szerep   | Magyar hang   | Magyar hang   | Magyar hang       |
| Színész            | Szerep   | 1. szinkron   | 2. szinkron   | 3. szinkron       |
| ------------------ | -------- | ------------- | ------------- | ----------------- |
| Marisa Tomei       | Caroline | Dóka Andrea   | Tóth Auguszta | Vadász Bea        |
| Christian Slater   | Adam     | Jantyik Csaba | Stohl András  | Markovics Tamás   |
| Rosie Perez        | Cindy    | Urszuly Edit  | Timkó Eszter  | Zborovszky Andrea |
| Kyle Secor         | Howard   |               |               | Vári Attila       |
| Willie Garson      | Patsy    |               |               |                   |
| Vincent Kartheiser | árva     |               |               |                   |

## Médiakiadás
A Rakoncátlan szív eredetileg 1993. május 22-én jelent meg VHS-en. Az MGM Home Entertainment 2003. június 9-én adta ki DVD-n, letterbox és pan & scan formátumban. Blu-rayen a Kino Lorber adta ki 2019. március 5-én.

## Fordítás
- Ez a szócikk részben vagy egészben  az   Untamed Heart című angol Wikipédia-szócikk fordításán alapul.  Az eredeti cikk szerkesztőit annak laptörténete sorolja fel. Ez a jelzés csupán a megfogalmazás eredetét és a szerzői jogokat jelzi, nem szolgál a cikkben szereplő információk forrásmegjelöléseként.